# ピパンペロン
ピパンペロン（pipamperone）は、ブチロフェノン系の定型抗精神病薬の一種。別名はフロロピパミド (floropipamide)。臭いはなく苦味や酸味がある。統合失調症の治療に使用され、日本国内ではエーザイより商品名プロピタンで発売されている。

## 禁忌・注意
- 昏睡状態の者、バルビツール酸誘導体の強い影響下にある者は中枢神経抑制作用を増強させることがあるため、投与できない。
- 重症の心不全患者は、症状を悪化させることがあるため、投与できない。
- バルビツール酸誘導体等の強い影響下にある者は投与できない。
- パーキンソン病の患者は、錐体外路症状が現れることがあるため、投与できない。
- アドレナリンを服用中の者は、血圧降下を起こすことがあるため、併用できない。

## 種類
- 錠剤:50mg
- 散:10%